# 황기선
황기선(黃起善, 1958년 6월 2일 ~)은 전 KBO 리그 해태 타이거즈의 투수였다.